# Leichtathletik-Länderkampf der Männer 1987 Frankreich – BR Deutschland – Polen
| 7. Leichtathletik-Länderkampf mit bundesdeutscher Beteiligung 1987 | 7. Leichtathletik-Länderkampf mit bundesdeutscher Beteiligung 1987 |
| ------------------------------------------------------------------ | ------------------------------------------------------------------ |
|                                                                    |                                                                    |
| Ländervergleich der Männer: Frankreich – BR Deutschland – Polen    |                                                                    |
| Austragungsort                                                     | Versailles                                                         |
| Wettbewerbe                                                        | 20                                                                 |
| Datum                                                              | 27. Juni                                                           |
| 1. FRG 2. FRA 3. POL                                               | 166 Punkte 150 Punkte 093 Punkte                                   |
| Chronik                                                            |                                                                    |
| ← FRG-SWE-SUI-HUN (F)                                              | FRA-FRG-POL (F) →                                                  |

Im siebten Vergleich des Länderkampfjahres 1987 bestritten die bundesdeutschen Männer einen weiteren Länderkampf mit dem allgemeinen leichtathletischen Programm. In Versailles waren am 27. Juni Frankreich und Polen die Kontrahenten. In einem Dreiländerkampf waren diese drei Länder bisher nicht aufeinander getroffen. Als Einzelgegner waren die bundesdeutschen Athleten Frankreich bereits 27 Mal begegnet, immer hatte Deutschland dabei vorne gelegen. Gegen Polen hatten die Bundesrepublik mit sieben zu acht bei einem Unentschieden in Zweiländerkämpfen eine negative Bilanz. Darüber hinaus hatte es 1981 eine Begegnung unter zusätzlicher Beteiligung Großbritanniens gegeben, die Deutschland gewonnen hatte. 1986 hatten Frankreich, Polen und die Bundesrepublik unter Beteiligung der Tschechoslowakei als weiterer Nation außerdem einen U-22-Vierländerkampf ausgetragen, den Deutschland für sich entschieden hatte.
Auch die Frauen führten parallel am selben Ort einen Dreiländerkampf durch.

## Modus
Auf dem Programm standen neunzehn der bei Männerländerkämpfen üblichen zwanzig Wettbewerbe – es fehlte die zweite Bahnlangstrecke über 10.000 Meter. Als zwanzigste Disziplin wurde darüber hinaus ein Gehwettbewerb über 10.000 Meter ausgetragen. In beiden Länderkämpfen starteten zwei Teilnehmer je Wettbewerb und Land. Aus nicht genannten Gründen trat Polen in vier Disziplinen mit nur einem Vertreter an. Davon betroffen waren der 400-Meter-Lauf, die Rennen über 110 und 400 Meter Hürden sowie der Dreisprung. Außerdem war im Rennen über 200 Meter kein Pole am Start.
Die Wertung in den Einzelläufen erfolgte nach folgendem System: 1. Platz: 7 Punkte / 2. Pl.: 5 P / 3. Pl.: 4 P / 4. Pl.: 3 P / … In den Staffeln wurde sieben zu vier zu zwei gewertet.

## Ergebnis
In den Einzelläufen errang die bundesdeutsche Mannschaft sechs Disziplinsiege bei vier Doppelerfolgen. Zweimal lag Frankreich vorn, einmal Polen. Von den beiden Staffeln ging eine an Frankreich, die andere an die Bundesrepublik. Den Gehwettbewerb gewann Frankreich. In den Sprungwettbewerben war die Bundesrepublik zweimal siegreich, Frankreich und Polen je einmal. In der Kategorie Wurf/Stoß verbuchten die bundesdeutschen Vertreter zwei Disziplingewinne auf ihrem Konto, Polen einen. Der Hammerwurf endete mit einem Remis zwischen Frankreich und Deutschland. Die bundesdeutschen Sportler sicherten sich den Sieg in diesem Dreiländerkampf mit 166 Punkten. Frankreich kam mit 150 Punkten auf den zweiten Platz. Polens Athleten wurden mit 93 Punkten etwas abgeschlagen Dritter, was allerdings auch daran lag, dass sie in fünf Disziplinen mit nur einem bzw. keinem Vertreter antraten.

## Legende
Kurze Übersicht zur Bedeutung der Symbolik – so üblicherweise auch in sonstigen Veröffentlichungen verwendet:
| DNF | nicht im Ziel (did not finish) |
| NMH | keine Höhe (No Mark)           |
| ogV | ohne gültigen Versuch          |

## Einzelresultate

### 100 m
| Platz | Athlet              | Land | Zeit (s) |
| ----- | ------------------- | ---- | -------- |
| 1     | Matthias Schlicht   | FRG  | 10,56    |
| 2     | Peter Klein         | FRG  | 10,59    |
| 3     | Bruno Dufernez      | FRA  | 10,64    |
| 4     | Thierry Laromanière | FRA  | 10,74    |
| 5     | Zaroslaw Kanieck    | POL  | 10,98    |
| 6     | Piotr Waszek        | POL  | 11,16    |

Wind: −0,38 m/s

### 200 m
| Platz | Athlet                | Land | Zeit (s) |
| ----- | --------------------- | ---- | -------- |
| 1     | Peter Klein           | FRG  | 20,84    |
| 2     | Jean-Charles Trouabal | FRA  | 21,21    |
| 3     | Thierry Laromanière   | FRA  | 21,56    |
| 4     | Oliver Schmidt        | FRG  | 21,88    |

Wind: +1,12 m/s
Polen brachte in diesem Wettbewerb keine Teilnehmer am Start.

### 400 m
| Platz | Athlet            | Land | Zeit (s) |
| ----- | ----------------- | ---- | -------- |
| 1     | Hartmut Weber     | FRG  | 46,79    |
| 2     | Volker Höschele   | FRG  | 47,46    |
| 3     | Thierry Diagana   | FRA  | 47,63    |
| 4     | Olivier Gui       | FRA  | 47,65    |
| 5     | Jaroslaw Kaniecki | POL  | 49,46    |

In diesem Wettbewerb startete Polen mit nur einem Teilnehmer.

### 800 m
| Platz | Athlet           | Land | Zeit (min) |
| ----- | ---------------- | ---- | ---------- |
| 1     | André Lavie      | FRA  | 1:51,07    |
| 2     | Matthias Assmann | FRG  | 1:51,55    |
| 3     | Zervy Rafał      | POL  | 1:51,79    |
| 4     | Thomas Giessing  | FRG  | 1:52,03    |
| 5     | Yves Gardes      | FRA  | 1:52,11    |
| 6     | Dariusz Skora    | POL  | 1:59,07    |

### 1500 m
| Platz | Athlet             | Land | Zeit (min) |
| ----- | ------------------ | ---- | ---------- |
| 1     | Klaus-Peter Nabein | FRG  | 3:49,39    |
| 2     | Uwe Becker         | FRG  | 3:49,47    |
| 3     | Remy Geoffroy      | FRA  | 3:49,66    |
| 4     | Marek Adamski      | POL  | 3:49,79    |
| 5     | Cyril Laventure    | FRA  | 3:50,08    |
| 6     | Waldemar Lisicki   | POL  | 3:50,37    |

### 5000 m
| Platz | Athlet           | Land | Zeit (min) |
| ----- | ---------------- | ---- | ---------- |
| 1     | Pascal Clouvel   | FRA  | 13:56,85   |
| 2     | Thierry Pantel   | FRA  | 13:57,83   |
| 3     | Czesław Nozrzysz | POL  | 14:04,19   |
| 4     | Jan Huruk        | POL  | 14:08,50   |
| 5     | Robert Schneider | FRG  | 14:15,63   |
| 6     | Volker Welzel    | FRG  | 14:30,73   |

### 110 m Hürden
| Platz | Athlet                 | Land | Zeit (s) |
| ----- | ---------------------- | ---- | -------- |
| 1     | Thierry Richard        | FRA  | 14,07    |
| 2     | Olivier Saint-Gilles   | FRA  | 14,11    |
| 3     | Stephan Mattern        | FRG  | 14,21    |
| 4     | Heiko Buss             | FRG  | 14,24    |
| 5     | Krzysztof Świerczyński | POL  | 15,52    |

Wind: −1,18 m/s
In diesem Wettbewerb startete Polen mit nur einem Teilnehmer.

### 400 m Hürden
| Platz | Athlet                 | Land | Zeit (s) |
| ----- | ---------------------- | ---- | -------- |
| 1     | Peter Scholz           | FRG  | 50,35    |
| 2     | Martin Bürkle          | FRG  | 50,93    |
| 3     | Gilles Vimbert         | FRA  | 51,02    |
| 4     | Emmanuel Gonigam       | FRA  | 51,31    |
| 5     | Krzysztof Świerczyński | POL  | 52,50    |

In diesem Wettbewerb startete Polen mit nur einem Teilnehmer.

### 3000 m Hindernis
| Platz | Athlet           | Land | Zeit (min) |
| ----- | ---------------- | ---- | ---------- |
| 1     | Sławomir Gurny   | POL  | 8:37,81    |
| 2     | Henryk Jankowski | POL  | 8:37,84    |
| 3     | Engelbert Franz  | FRG  | 8:42,46    |
| 4     | Marc Fourny      | FRA  | 8:44,94    |
| 5     | Thierry Brusseau | FRA  | 8:50,22    |
| 6     | Ingo Plucinski   | FRG  | 9:01,79    |

### 4 × 100 m Staffel
| Platz | Besetzung      | Land                                                                             | Zeit (s) |
| ----- | -------------- | -------------------------------------------------------------------------------- | -------- |
| 1     | Frankreich     | Thierry Laromanière Jean-Jacques Boussemart Jean-Charles Trouabal Bruno Dufernez | 40,33    |
| 2     | Polen          | Andrzej Konopka Piotr Waszek Jaroslaw Kaniecki Mirosław Hydel                    | 42,00    |
| DNF   | BR Deutschland | Oliver Schmidt Frank Kobor Wilhelm Schmalzl Peter Klein                          |          |

### 4 × 400 m Staffel
| Platz | Besetzung      | Land                                                              | Zeit (min) |
| ----- | -------------- | ----------------------------------------------------------------- | ---------- |
| 1     | BR Deutschland | Peter Klein Volker Höschele Wilhelm Schmalzl Ulrich Schlepütz     | 3:10,18    |
| 2     | Frankreich     | Vincent Mazelli Olivier Gui Lebras Thierry Diagana                | 3:10,19    |
| 3     | Polen          | Krzysztof Świerczyński Zervy Rafał Dariusz Skora Waldemar Lisicki | 3:18,54    |

### 10 km Gehen
| Platz | Athlet             | Land | Zeit (min) |
| ----- | ------------------ | ---- | ---------- |
| 1     | Martial Fesselier  | FRA  | 40:12,67   |
| 2     | Zdzisław Szlapkin  | POL  | 40:12,68   |
| 3     | Jacek Bednarek     | POL  | 40:57,18   |
| 4     | Jean-Claude Corre  | FRA  | 41:01,40   |
| 5     | Wolfgang Wiedemann | FRG  | 41:50,78   |
| 6     | Franz-Josef Weber  | FRG  | 43:18,02   |

### Hochsprung
| Platz | Athlet               | Land | Höhe (m) |
| ----- | -------------------- | ---- | -------- |
| 1     | Ralf Sonn            | FRG  | 2,17     |
| 2     | William Motti        | FRA  | 2,14     |
| 3     | Jean-Charles Gicquel | FRA  | 2,10     |
| 4     | Bernhard Bensch      | FRG  | 2,05     |
| 5     | Vroislaw Hydel       | POL  | 1,90     |
| 6     | Mirosław Kolasa      | POL  | 1,80     |

### Stabhochsprung
| Platz | Athlet                | Land | Höhe (m) |
| ----- | --------------------- | ---- | -------- |
| 1     | Thierry Vigneron      | FRA  | 5,70     |
| 2     | Władysław Kozakiewicz | FRG  | 5,65     |
| 3     | Serge Ferreira        | FRA  | 5,30     |
| 4     | Kai Atzbacher         | FRG  | 5,20     |
| NMH   | Ryszard Kolasa        | POL  | ogV      |
| NMH   | Mirosław Chmara       | POL  | ogV      |

### Weitsprung
| Platz | Athlet              | Land | Weite (m) |
| ----- | ------------------- | ---- | --------- |
| 1     | Mirosław Hydel      | POL  | 7,62      |
| 2     | Franck Lestage      | FRA  | 7,60      |
| 3     | Dietmar Haaf        | FRG  | 7,56      |
| 4     | Hartmut Eifler      | FRG  | 7,54      |
| 5     | Jean-Louis Rapnouil | FRA  | 7,32      |
| 6     | Jerzy Żeligowski    | POL  | 7,21      |

### Dreisprung
| Platz | Athlet           | Land | Weite (m) |
| ----- | ---------------- | ---- | --------- |
| 1     | Wolfgang Knabe   | FRG  | 15,98     |
| 2     | Krysztof Zuch    | POL  | 15,55     |
| 3     | Kersten Wolters  | FRG  | 15,44     |
| 4     | Garfield Anselme | FRA  | 15,40     |
| 5     | Mario Montlouis  | FRA  | 15,40     |

In diesem Wettbewerb startete Polen mit nur einem Teilnehmer.

### Kugelstoßen
| Platz | Athlet                 | Land | Weite (m) |
| ----- | ---------------------- | ---- | --------- |
| 1     | Janusz Gassowski       | POL  | 19,02     |
| 2     | Peter Kassubek         | FRG  | 18,90     |
| 3     | Piotr Perzyllo         | POL  | 17,38     |
| 4     | Jean Philippe Revalier | FRA  | 16,48     |
| 5     | Jean-Louis Demarne     | FRA  | 16,24     |
| 6     | Alwin Wagner           | FRG  | 14,69     |

### Diskuswurf
| Platz | Athlet            | Land | Weite (m) |
| ----- | ----------------- | ---- | --------- |
| 1     | Alwin Wagner      | FRG  | 60,80     |
| 2     | Miroslaw Jasinski | FRG  | 58,42     |
| 3     | Edward Rikert     | POL  | 57,36     |
| 4     | Eligiusz Pukownik | POL  | 56,24     |
| 5     | Frédéric Seiles   | FRA  | 55,88     |
| 6     | Sandor Katona     | FRA  | 54,52     |

### Hammerwurf
| Platz | Athlet            | Land | Weite (m) |
| ----- | ----------------- | ---- | --------- |
| 1     | Norbert Radefeld  | FRG  | 73,88     |
| 2     | Raphaël Piolanti  | FRA  | 69,44     |
| 3     | Franck Khun       | FRA  | 66,02     |
| 4     | Waclan Filek      | POL  | 61,34     |
| 5     | Alwin Wagner      | FRG  | 43,40     |
| 6     | Eligiusz Pukownik | POL  | 30,94     |

### Speerwurf
| Platz | Athlet               | Land | Weite (m) |
| ----- | -------------------- | ---- | --------- |
| 1     | Wolfram Gambke       | FRG  | 75,22     |
| 2     | Karl-Frieder Michel  | FRG  | 72,82     |
| 3     | Jean Baptiste Siselo | FRA  | 70,18     |
| 4     | Stanislaw Witek      | POL  | 69,68     |
| 5     | Pelissio Lutui       | FRA  | 66,84     |
| 6     | Edward Rikert        | POL  | 46,14     |